# Geloemyia stylata
Geloemyia stylata är en tvåvingeart som beskrevs av Friedrich Georg Hendel 1908. Geloemyia stylata ingår i släktet Geloemyia och familjen Pyrgotidae.
Artens utbredningsområde är Vietnam. Inga underarter finns listade i Catalogue of Life.